# Aïn Bouchekif
Aïn Bouchekif è un comune dell'Algeria, situato nella provincia di Tiaret.